# Jehan Soulas
Pour les articles homonymes, voir Soulas.
Jehan Soulas est un sculpteur français du début du XVIe siècle. Il est décédé avant 1542.
Il fait la transition entre le style gothique et celui de la Renaissance.

## Biographie
On possède peu d'éléments sur sa biographie.
Il est établi à Paris au début du XVIe siècle. Il signe un contrat en 1502 pour un travail à faire à l'église Saint-Germain-l’Auxerrois où il doit réaliser La Mise au tombeau et La Résurrection, œuvres pour la chapelle Notre Dame. Ces œuvres ont aujourd'hui disparu. Le contrat le qualifie de maître ymagier.
Le 2 janvier 1519, Jehan Soulas, maître ymagiers résidant dans la paroisse Saint-Jehan en Grève, à Paris, signe un traité avec le chapitre de la cathédrale Notre-Dame de Chartres pour la sculpture et la mise en place de quatre panneaux devant orner le tour du chœur. Ce contrat précise avec grande précision les scènes devant être représentées :
- l'Annonce par l'ange de la naissance de la Vierge à son père Joachim,
- l'Annonce par l'ange de la naissance de la Vierge à sa mère Anne,
- la Rencontre d'Anne et de Joachim devant la Porte Dorée de Jérusalem,
- la Naissance de la Vierge.

Le sculpteur est responsable du transport de ses œuvres jusqu'à Chartres et de leur installation.

Ces scènes sont placées dans la première travée sud, derrière la chapelle Saint-Lubin (scènes 1 à 4).
En mars 1520, il reçoit la commande pour réaliser les trois scènes suivantes (scènes 5 à 7), qui sont installées en 1521 :
- la Présentation de la Vierge au Temple,
- le Mariage de la Vierge avec Joseph,
- l'Annonciation.

On lui attribue les cinq scènes suivantes (scènes 8 à 12), qu'il aurait réalisées entre 1521 et 1535, date probable de son départ de Chartres. Les contrats concernant ces travaux ont disparu :
- la Visitation,
- le Songe de Joseph,
- la Nativité,
- la Circoncision,
- l'Adoration des Mages

Les travaux du tour du chœur ont dû s'arrêter entre 1535 et 1542 du fait de la guerre, de la famine, de la peste et de la tempête du 22 novembre 1534 qui a endommagé sérieusement la couverture de la cathédrale.
Les scènes suivantes sont réalisées à partir de 1542 par le sculpteur François Marchand, puis Nicolas Guybert (?), Thomas Boudin, Jean Dedieu, Pierre Le Gros, Jean-Baptiste Tuby, Simon Mazière et des sculpteurs anonymes.